# БМ-21ВД
БМ-21ВД — советская опытная авиадесантная боевая машина РСЗО «Град-ВД».

## История создания
Боевая машина РСЗО «Град-ВД» создавалась с учётом опыта использования боевой машины 9П125 РСЗО «Град-В». За разработку шасси боевой машины и всего комплекса в целом отвечал Волгоградский тракторный завод Министерства тракторного и сельскохозяйственного машиностроения СССР. Артиллерийская часть разрабатывалась на Пермском заводе имени Ленина Министерства оборонной промышленности СССР, а парашютная система на Московском агрегатном заводе «Универсал» Министерства авиационной промышленности СССР. Техническим заданием предусматривалось создание 2 опытных боевых машин и одной транспортно-заряжающей в сроки до 4 квартала 1967 года. Машины были изготовлены и прошли испытания, однако на вооружение приняты не были.

## Описание конструкции
Боевая машина БМ-21ВД предназначалась для подвижных реактивных подразделений ВДВ. Пусковая установка размещалась на шасси, созданном на базе боевой машины десанта БМД-1. Корпус состоял из сварных броневых алюминиевых листов.

### Вооружение
В качестве основного вооружения использовалась пусковая установка с 12 направляющими, в которых размещались 12 неуправляемых реактивных снаряда калибра 122,4-мм. Время полного залпа составляло 6 секунд, а дальность стрельбы — от 5 до 20,1 км. Время приведения машины в боевую готовность составляло от 1 до 2 минут. Приводы наведения пусковой установки были ручными. В номенклатуру боеприпасов входили следующие типы снарядов:
1. 3М16 — реактивный снаряд с кассетной головной частью, в составе головной части находятся 5 противопехотных мин ПОМ-2;
2. 9М28К — реактивный снаряд с кассетной головной частью, в составе головной части находятся 3 противотанковые мины ПТМ-3;
3. 9М28С — реактивный снаряд с отделяемой зажигательной головной частью;
4. 9М28Ф — реактивный снаряд с отделяемой фугасной головной частью;
5. 9М42 — реактивный осветительный снаряд;
6. 9М43 — реактивный снаряд с дымовой головной частью.

Масса основного снаряда составляет 57 кг, а полный цикл перезарядки — от 5 до 6 минут.